# Биография московского дома
«Биография московского дома» — популярная книжная серия, выпускавшаяся массовыми тиражами в издательстве «Московский рабочий» (Москва) в 1981—1994 годах. Книги представляли собой историко-краеведческие очерки по истории застройки и культурной жизни различных уголков старой Москвы, связанных с конкретными адресами.
Формат книги: 70x108/32 (130х165 мм); бумажная обложка.

## История издания
В середине 1970-х годов во главе редакции московской литературы издательства «Московский рабочий» встал краевед Юрий Николаевич Александров (1921—2009). Однажды, в Пензе он посетил выставку одной картины — работы Боровиковского (1757—1825), из коллекции Третьяковской галереи. Картина висела одна, без какого-либо фона, была прекрасно подсвечена. Выставка навела его на мысль, что можно сделать что-то подобное и в краеведении: сфокусировать внимание на одном объекте, который в общем ряду не бросается в глаза. Так появились две серии краеведческих брошюр — «Биография московского дома» и «Биография московского памятника».
Книги серии выходили достаточно регулярно вплоть до 1991 года, когда была издана всего одна книга. После распада СССР ещё одна попытка продолжить серию состоялась в 1994 году, также одним изданием. В 1997 году, накануне празднования 850-летия Москвы, было запланировано возобновить выпуск серии в обновлённом виде: книги-сборники с рассказами о двух-трёх московских домах, выполненные в красочных твёрдых переплётах, с большим количеством чёрно-белых иллюстраций.

## Книги серии по годам

### 1981
- Басманов А. Е. Особняк с потайной дверью. — М.: Московский рабочий, 1981. — 64 с. — (Биография московского дома).
- Пинчуков П. П. Дом на улице Станкевича. — М.: Московский рабочий, 1981. — 64 с. — (Биография московского дома).
- Крупнова Р. Е., Резвин В. А. Дом союзов. — М.: Московский рабочий, 1981. — 80 с. — (Биография московского дома). — 50 000 экз.

### 1982
- Демская А. А., Смирнова Л. М. Музей на Волхонке. — М.: Московский рабочий, 1982. — 50 000 экз.
- Синютин М. М., Ястржембский Л. А. Дом большой судьбы. Путеводитель. [Кинотеатр повторного фильма]. — М.: Московский рабочий, 1982. — 48 с. — (Биография московского дома). — 50 000 экз.
- Краевский Б. П. Тверской бульвар, 25. — М.: Московский рабочий, 1982. — 61 с. — (Биография московского дома). — 50 000 экз.

### 1983
- Волович Н. М. Кропоткинская улица, 12. — М.: Московский рабочий, 1983. — 64, [16] с. — (Биография московского дома). — 50 000 экз.

### 1984
- Шестакова Н. А. Садовая-Черногрязская улица, 8. — М.: Московский рабочий, 1984. — 61 с. — (Биография московского дома). — 75 000 экз.
- Крупнова Р. Е., Резвин В. А. Улица Горького, 18. — М.: Московский рабочий, 1984. — 63 с. — (Биография московского дома). — 75 000 экз. (см. Конторский дом Сытина)
- Гра М. А. Большая Колхозная площадь, 3: От Странноприимного дома до Института им. Н. В. Склифосовского. — М.: Московский рабочий, 1984. — 32, [16] с. — (Биография московского дома). — 75 000 экз.
- Хан-Магомедов С. О. Кривоарбатский переулок, 10. — М.: Московский рабочий, 1984. — 61 с. — (Биография московского дома). — 70 000 экз.
- Кириченко Е. И. Исторический музей: Путеводитель. — М.: Московский рабочий, 1984. — 64 с. — (Биография московского дома). — 75 000 экз.

### 1985
- Македонская Е. И. Улица Волхонка, 14. — М.: Московский рабочий, 1985. — 64, [16] с. — (Биография московского дома). — … экз.

### 1986
- Иванова Е. К., Канцельсон Р. А. Улица Чайковского, 25. — М.: Московский рабочий, 1986. — 47 с. — 70 000 экз.
- Белицкий Я. М. Улица Станиславского, 18. — М.: Московский рабочий, 1986. — 92 с. — 70 000 экз.
- Белицкий Я. М. Спартаковская улица, 2/1. — М.: Московский рабочий, 1986. — 64 с. — 75 000 экз.
- Лабынцев Ю. А. Улица 25 Октября, 15. — М.: Московский рабочий, 1986. — 64 с. — 70 000 экз.
- Рзянин М. И. Туристский комплекс «Измайлово». — М.: Московский рабочий, 1986. — 64 с. — 60 000 экз.

### 1987
- Желвакова И. А. Улица Горького, 14. — М.: Московский рабочий, 1987. — 62 с. — (Биография московского дома). — 75 000 экз.
- Иокар Л. Н., Тимофеева Н. М. Улица Воровского, 25а. — М.: Московский рабочий, 1987. — 93 с. — 75 000 экз.
- Данилова Л. И. Улица Москвина, 6. — М.: Московский рабочий, 1987. — 61 с. — (Биография московского дома). — 75 000 экз.
- Холмогорова Е. С. Улица Чехова, 12. — М.: Московский рабочий, 1987. — 79 с. — (Биография московского дома). — 75 000 экз.
- Овсянников А. А. Миусская площадь, 6. — М.: Московский рабочий, 1987. — 63 с. — (Биография московского дома). — 75 000 экз.

### 1988
- В. М. Соловьёв. Улица Кирова, 21. — М.: Московский рабочий, 1988. — 61 с. — (Биография московского дома). — 60 000 экз. — ISBN 5-239-00022-0.
- Автократова М. И., Долгова С. Р. Большая Пироговская улица, 17. — М.: Московский рабочий, 1988. — 95 с. — (Биография московского дома). — 60 000 экз. — ISBN 5-239-00048-4.
- Федосюк Ю. А. Улица Герцена, 13. — М.: Московский рабочий, 1988. — 80 с. — (Биография московского дома). — 60 000 экз. — ISBN 5-239-00062-X.

### 1989
- Белицкий Я. М., Полиновская Л. Д. Пушечная улица, 9. — М.: Московский рабочий, 1989. — 92 с. — 60 000 экз. — ISBN 5-239-00171-5.
- Амирханян А. Т. Армянский переулок, 2. — М.: Московский рабочий, 1989. — 62 с. — (Биография московского дома). — 60 000 экз. — ISBN 5-239-00173-1.
- Шестакова Н. А. Проезд Художественного театра, 3. — М.: Московский рабочий, 1989. — 64 с. — (Биография московского дома). — 60 000 экз. — ISBN 5-239-00175-8.
- Шабуров Ю. Н. Гоголевский бульвар, 14. — М.: Московский рабочий, 1989. — 80 с. — (Биография московского дома). — 60 000 экз. — ISBN 5-239-00178-2.
- Шикман А. П. Улица Кирова, 7. — М.: Московский рабочий, 1989. — 61 с. — (Биография московского дома). — 60 000 экз. — ISBN 5-239-00179-0.
- Кириченко Е. И. Большая Садовая улица, 4. — М.: Московский рабочий, 1989. — 80 с. — (Биография московского дома). — 60 000 экз. — ISBN 5-239-00693-8.

### 1990
- Зарубин В. И. Большой театр. — М.: Московский рабочий, 1990. — 64+1, 8 л. ил. с. — (Биография московского дома). — 60 000 экз. — ISBN 5-239-00764-0.
- Марченков А. М., Чернухина В. Н.,Кириченко Е. И. Улица Качалова, 6/2. — М.: Московский рабочий, 1990. — 96, [16] с. — (Биография московского дома). — 60 000 экз.
- Бессонов В. А., Янгиров Р. М. Большой Гнездниковский переулок, 10. — М.: Московский рабочий, 1990. — 108 с. — 60 000 экз. — ISBN 5-239-00766-7.
- Чагин Г. В. Армянский переулок, 11. — М.: Московский рабочий, 1990. — 74 с. — (Биография московского дома). — ISBN 5-239-00767-5.
- Шестаковский А. Ф. Староконюшенный переулок, 33. — М.: Московский рабочий, 1990. — 63 с. — (Биография московского дома). — 60 000 экз. — ISBN 5-239-00768-3.

### 1991
- Польская Л. И. Улица Чехова, 6. — М.: Московский рабочий, 1991. — 92 с. — (Биография московского дома). — 45 000 экз. — ISBN 5-239-00767-5.

### 1994
- Дудина Т. А., Мудров Г. В., Рудикова Т. Г. Мясницкая улица, 43. — М.: Московский рабочий, 1994. — 128 с. — (Биография московского дома). — 10 000 экз. — ISBN 5-239-01883-9.

### 1997
- У Покровских ворот: Сборник / Дудина Т. А., Данилова Л. И. Покровка, 22; Чирков С. В. Хохловский переулок, 7. — М.: Московский рабочий, 1997. — 224, [48] с. — (Биография московского дома). — 5000 экз. — ISBN 5-239-01933-9.

## Книги серии (список)
1. Армянский переулок, 2. / А. Т. Амирханян. — 1989
2. Армянский переулок, 11. / Г. В. Чагин. — 1990
3. Большая Колхозная площадь, 3. / М. А. Гра. — 1984
4. Большая Пироговская улица, 17. / М. И. Автократова. — 1988
5. Большая Садовая улица, 4. / Е. И. Кириченко. — 1989
6. Большой Гнездниковский переулок, 10. / В. А. Бессонов. — 1990
7. Большой театр. / В. И. Зарубин. — 1990
8. Гоголевский бульвар, 14. / Ю. Н. Шабуров. — 1989
9. Дом большой судьбы. / М. М. Синютин, Л. А. Ястржембский. — 1982 (современный адрес: Большая Никитская улица, д.23)
10. Дом на улице Станкевича. / П. П. Пинчуков. — 1981
11. Дом союзов. / Р. Е. Крупнова, В. А. Резвин. — 1981 (современный адрес: ул. Большая Дмитровка, д. 1)
12. Исторический музей. / Е. И. Кириченко. — 1984
13. Кривоарбатский переулок, 10. / С. О. Хан-Магомедов. — 1984 (см. также — Дом Мельникова)
14. Кропоткинская улица, 12. / Н. М. Волович. — 1983
15. Миусская площадь, 6. / А. А. Овсянников. — 1987 (см. также — Московский городской народный университет имени А. Л. Шанявского и Коммунистический университет имени Я. М. Свердлова)
16. Музей на Волхонке. / А. А. Демская. — 1982 (см. также — Государственный музей изобразительных искусств имени А. С. Пушкина)
17. Мясницкая улица, 43. / Т. А. Дудина. — 1994
18. Особняк с потайной дверью. / А. Е. Басманов. — 1981; 1990
19. Проезд Художественного театра, 3. / Н. А. Шестакова. — 1989
20. Пушечная улица, 9. / Я. М. Белицкий. — 1989 (см. также — Доходный дом Торлецкого — Захарьина)
21. Садовая-Черногрязская улица, 8. Первый театр Станиславского. / Н. А. Шестакова — 1984
22. Спартаковская улица, 2/1. / Я. М. Белицкий. — 1986
23. Староконюшенный переулок, 33. / А. Ф. Шестаковский. — 1990
24. Тверской бульвар, 25 / Б. П. Краевский — 1982
25. Туристский комплекс «Измайлово». / М. И. Рзянин. — 1986
26. Улица Волхонка, 14. / Е. И. Македонская. — 1985
27. Улица Воровского, 25а. / Л. Н. Иокар. — 1987
28. Улица Герцена, 13. / Ю. А. Федосюк. — 1988
29. Улица Горького, 14. / И. А. Желвакова. — 1987
30. Улица Горького, 18. / Р. Е. Крупнова, В. А. Резвин — 1984 (см. также — Сытин, Иван Дмитриевич)
31. Улица 25 Октября, 15. / Ю. А. Лабынцев. — 1986
32. Улица Карла Маркса, 36. / Л. И. Тормозова. — 1988
33. Улица Качалова, 6/2. / А. М. Марченков. — 1990
34. Улица Кирова, 7. / А. Л. Шикман. — 1987
35. Улица Кирова, 21. / В. М. Соловьёв. — 1988
36. Улица Москвина, 6. / Л. И. Данилова. — 1987
37. Улица Немировича-Данченко, 6. / С. К. Романюк. —  1983
38. Улица Станиславского, 18. / Я. М. Белицкий. — 1986 (современный адрес: Леонтьевский переулок, д. 18)
39. Улица Чайковского, 25. / Е. К. Иванова. — 1986
40. Улица Чехова, 6. / Л. И. Польская. — 1991
41. Улица Чехова, 12. / Е. С. Холмогорова. — 1987
42. У Покровских ворот: Сборник — 1997